# 塩尻短歌館
塩尻短歌館（しおじりたんかかん）は長野県塩尻市にある短歌の文学館である。1992年10月開館。

## 概要
太田水穂、島木赤彦、若山牧水らを中心に、若山喜志子、潮みどり、太田青丘、吉江孤雁、島木赤彦、四賀光子ら塩尻市ゆかりの歌人の書簡や歌集などを収蔵、展示している。
本館の建物は郷原宿の旧家柳沢家から寄贈された、明治元年（1868年）築の本棟造の二階建てで、平成21年（2009年）に国の登録有形文化財に登録された。短歌館の裏には歌碑公園がある。
「全国短歌フォーラムin塩尻」が昭和62年（1987年）から毎年、市内で開催されている。

## 利用情報
- 開館時間:午前9時から午後4時30分
- 開館日:毎週金曜日・土曜日・日曜日および祝日（12月29日から翌年の1月3日までは休館）

## 所在地
- 〒399-0706 長野県塩尻市大字広丘原新田288番地1

## アクセス
- JR東日本広丘駅から徒歩10分[1]
- 長野自動車道
  - 塩尻北ICから車5分
  - 塩尻ICから車10分